# Liste der Naturdenkmäler in Leopoldshöhe
Die Liste der Naturdenkmäler in Leopoldshöhe führt die Naturdenkmäler der ostwestfälischen Gemeinde Leopoldshöhe im Kreis Lippe in Nordrhein-Westfalen (Stand: 2015) auf.
| Nr.   | Bezeichnung | Lage                                             | Bild |
| ----- | --- | ------------------------------------------------ | ---- |
| 2.3-1 | 2 Linden im Kreuzungsbereich „An der Windwehe“/Heeper Straße an der Ostseite der Einfahrt zum Haus „An der Windwehe 168a“ | Bechterdissen Karte                              |      |
| 2.3-2 | Feldahorngruppe, 1 Weißdorn, 1 Wildapfel am Gut Niederbarkhausen am Weg „Stöhnebrink“                                     | Asemissen Karte                                  |      |
| 2.3-9 | Mergelkuhle östlich Grester Trift                                                                                         | Greste Karte                                     |      |
|       | Kastanie | Asemissen Einmündung Bussardweg Karte            |      |
|       | Eiche | An der Zufahrt zum Hof Meier zu Evenhausen Karte |      |
|       | Hainbuchenallee | Dorfstraße in Greste Karte                       |      |

## Ehemalige Naturdenkmäler
| Nr.   | Bezeichnung                                     | Lage                | Bild |
| ----- | ----------------------------------------------- | ------------------- | ---- |
| 2.3-8 | Findlingsgruppe mit Feldgehölz am Judenkirchhof | Bechterdissen Karte |      |